# Pride of Baltimore II

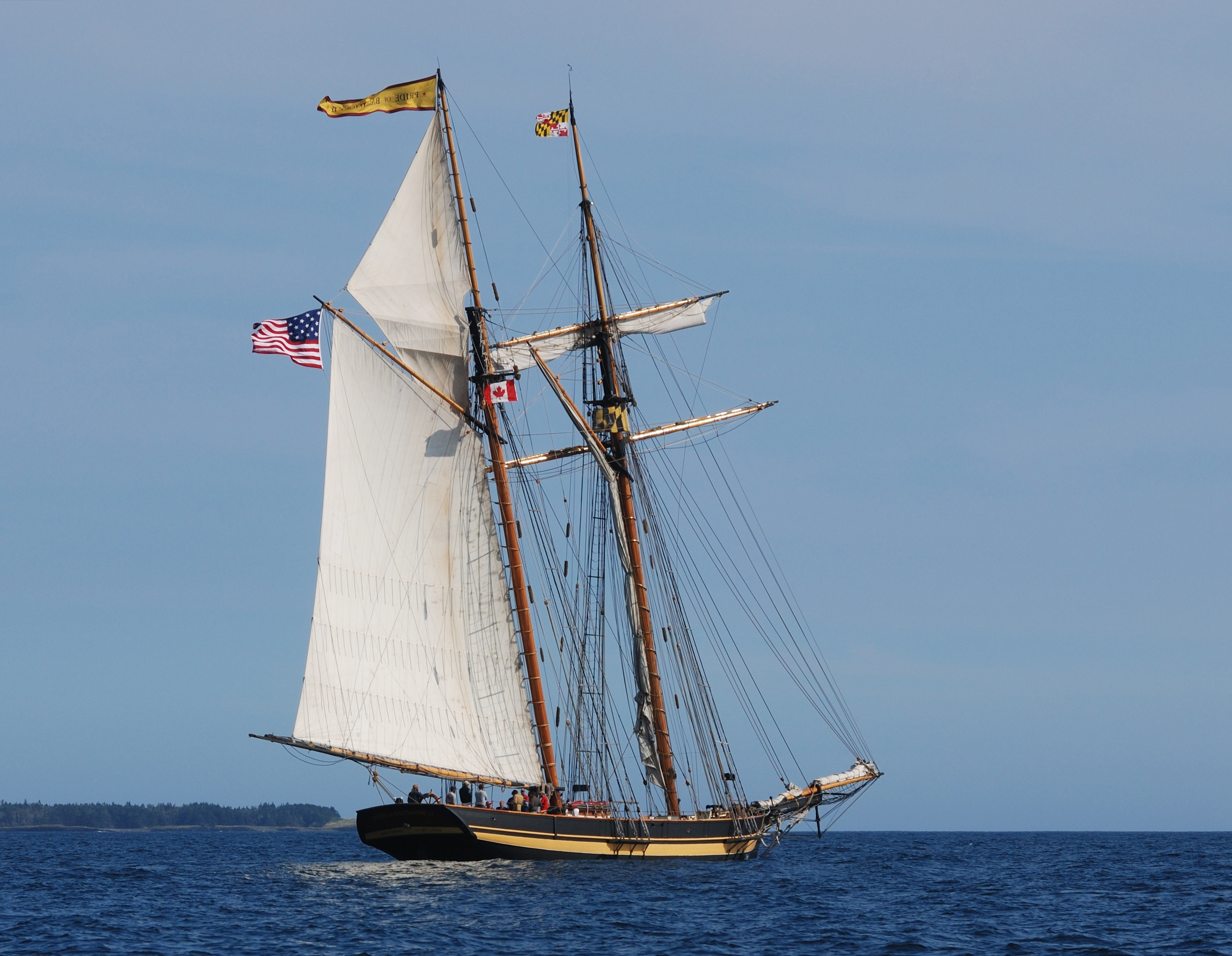
Le Pride of Baltimore II

Le Pride of Baltimore II est une goélette à hunier en bois construite en 1988 dans un chantier naval  de Baltimore. Il remplace le Pride of Baltimore, construit en 1977 par Melbourne Smith, véritable réplique du Chasseur. Le Chasseur, célèbre clipper de Baltimore du XIXe siècle connu sous le nom de Pride of Baltimore, était celui du corsaire Thomas Boyle, durant la guerre anglo-américaine de 1812. 

## LePride of Baltimore
Pour revitaliser son Inner Harbor, la ville de Baltimore a proposé, en 1975, la construction d'une réplique de bateau historique liée à l'histoire de la ville. Il fut réalisé par le maître charpentier de marine Melbourne Smith à côté du Maryland Science Center où les visiteurs pouvaient regarder cette construction navale réalisée avec les techniques à l'ancienne.
La députée Barbara Mikulski en présida la cérémonie de lancement le 27 février 1977, dix mois après le début de la construction, commandé au noms des citoyens de Baltimore le 1er mai 1977 par le maire William Donald Schaefer.
Le Pride of Baltimore navigua près de 150 000 milles nautiques (280 000 km) au cours de ses neuf années de service à travers le monde entier.
Le 14 mai 1986, de retour de la Grande-Bretagne sur la route commerciale de la Caraïbe, il fut frappé par un ouragan à 250 milles (463 km) au nord de Porto Rico par un vent de plus de 80 nœuds (150 km/h) le faisant chavirer.
Le naufrage fit 4 victimes (le capitaine et 3 marins), les 8 autres membres d'équipage dérivèrent quatre jours sur le canot gonflable de sauvetage avant d'être récupérés par le pétrolier norvégien Toro.
Un mémorial à Inner Harbor rappelle la perte du Pride of Baltimore et de ses quatre membres d'équipage (Armin Elsaesser, capitaine ; Lazarro Vincent, ingénieur ; Barry Duckwort et Nina Schack, matelots).

## LePride of Baltimore II
Le Pride of Baltimore II a été lancé en 1988 après la perte du premier Pride of Baltimore, et continue à jouer le rôle d'ambassadeur du Maryland pour la promotion de son tourisme. Il est exploité par une société privée, la Pride of Baltimore, Inc., organisme à but non lucratif proposant de courtes croisières. 
Contrairement au premier, le Pride of Baltimore II n'est pas une réplique ; il a été construit aux normes contemporaines de confort et de navigabilité.
Conçu par Thomas C. Gillmer, comme son prédécesseur, c'est une goélette à hunier traditionnelle mais bénéficiant des nouveautés techniques pour la manœuvre des voiles.
En 1996, il participe à la 2e édition des Fêtes maritimes de Brest en compagnie du HMS Rose.